# ريماس (اسم)
ريماس اسم علم مؤنث أعجمي. له انتشار في العالم العربي.